# Kelen Jolán
Kelen Jolán (Kelen Józsefné, született: Fried Jolán Blume, Munkács, 1891. november 29. – Budapest, 1979. december 28.) tanár, Kelen József mérnök neje, Korvin Ottó sógornője.

## Élete
Munkácson született Fried Lajos és Heller Paula lányaként, izraelita vallású. 1910-ben belépett a Galilei Körbe, amelynek egy ideig titkára is volt, illetve előadásokat is tartott. Budapesten érettségizett, 1910-től kereskedelmi iskolában tanított 1918-ig, mikor letartóztatták mert részt vett a forradalmi szocialisták antimilitarista munkájában, és egyúttal tanári állásától is megfosztották. A Czóbel Ernő által alapított Városi Alkalmazottak Országos Szövetség (VAOSZ) tanító-szakosztályának egyik alapítója volt. A KMP-nek már a megalakulásakor tagja lett. 1917. július 30-án Budapesten, a Ferencvárosban házasságot kötött Klein Józseffel. 1918 decemberében Pest megye tanfelügyelőjeként részt vett az iskolai reformbizottság munkájában. A Tanácsköztársaság idején a Közoktatásügyi Népbiztosság Gyermekszociális osztályát vezette, illetve tagja volt a Budapesti Központi Forradalmi Munkás- és Katonatanácsnak. A kommün bukása után 1919 őszén emigrált Bécsbe, 1922-ben Moszkvába ment, és főiskolai tanárként dolgozott. Belépett az SZK(b)P-be, később pedig a Tankönyvkiadó felelős szerkesztőjeként tevékenykedett. 1926-tól 1931-ig Berlinben a Szovjetunió kereskedelmi képviseletének tisztviselője volt. 1954-ben jött vissza Magyarországra, az MSZMP Párttörténeti intézetének munkatársaként dolgozott. Több történelmi tárgyú regényt is írt.

## Fontosabb munkái
- Töretlen úton. Korvin Ottó élete (Bp., 1955);
- Galilei-per a XX. században (Bp., 1957).
- A föld mégis mozog (Bp., 1957);
- Tiétek a világ! (Bp., 1960);
- A néptribun. Fejezetek Bokányi Dezső életéből (Barabás Gyulával, Bp., 1964).